# Conseil supérieur de l'adoption
Le Conseil supérieur de l’adoption (CSA) est un organisme public français en matière d'adoption, sous forme d'une instance consultative et de concertation, placé sous la tutelle du ministère de la Justice et du ministère des Affaires sociales (actuellement du ministre chargé de la Famille). Créé par décret n° 75-640 du 16 juillet 1975, modifié en 1983 et 1987. Il est présidé par un parlementaire, actuellement Marie-Anne Chapdelaine — nommée par décret pour trois ans —, et est composé de trente membres (art. D148.1 du Code de l'action sociale et des familles).
Pour l'essentiel, il émet des avis et formule toutes propositions relatives à l’adoption, y compris l’adoption internationale. Il est régulièrement consulté et soumet ses propositions, chaque année, au gouvernement. Il se réunit cinq ou six fois par an, en moyenne.